# Komplex činžovních domů Perla
Komplex tří činžovních domů Perla nebo také Kolektivní dům (zkráceně Koldům) je postaven na rohu Pražské třídy a Staroměstské ulice v Českých Budějovicích jako montovaná panelová stavba, která dokládá tzv. bruselský styl. Komplex budov tvoří centrální devítipodlažní budova se dvěma rozevřenými pavlačovými křídly, mezi rozevřená křídla (5 + 1 ustupující podlaží) byl umístěn objekt kina. Autory projektu byli architekti Bohumil Böhm, Jaroslav Škarda a Bohumil Jarolím, výtvarně s nimi spolupracoval Jiří Tichý. Ministerstvo kultury tento komplex tří budov prohlásilo za kulturní památku 15. prosince 2012 s rejstříkovým číslem v ÚSKP 10498.

## Historie

### Dům Na staré poště
Na místě dnešního Koldomu stál  dům, bývalý zájezdní hostinec Na staré poště. První písemná zmínka o existenci pošty v těchto místech pochází z roku 1533, kdy je uváděn Paul Kaiser, majitel zájezdního hostince a poštmistr. Pošta zde sídlila (s přestávkami) až do roku 1711. Dne 17. prosince 1784 se zde narodil  Franz Xaver Maximilián Millauer (1784 – 1840) historik a teolog, rektor Univerzity Karlovy, direktor Královské české společnosti nauk, jednatel Národního muzea. Majitelem tohoto domu byl již jeho praděd. V roce 1775 byl majitelem tohoto domu Tomáš Lanna a po jeho smrti v roce 1797 ho zdědila jeho nejstarší dcera Terezie Lannová, tehdy již provdaná za A. Pátka. Tento dům byl stržen v roce 1959, aby uvolnil místo novému kolektivnímu domu.

### Koldům
Kolektivní dům v Českých Budějovicích (pro který se později začal užívat název „Perla“ nebo „Koldům“) byl stavěn mezi lety 1959 a 1964. Jednalo se o obytný dům hotelového typu s restaurací Perla v přízemí, vyhlídkovou kavárnou Perla a kinem Vesmír. V době vzniku to byl první výškový dům ve městě. Myšlenkou kolektivního bydlení bylo jednotlivce či rodinu integrovat do většího společenského celku a díky zavedení profesionálních služeb přinést úsporu času a prostředků vynakládaných na vedení domácnosti. Ve dvojitém vchodu do restaurace byla možnost vyjet výtahem do kavárny v posledním patře (původně s interiérem v bruselském stylu) s krásnou vyhlídkou na historickou část města. V současné době je kromě bytů v provozu pouze restaurace Perla v přízemí, prostory kina jsou využívány jako tělocvična, v prostoru kavárny byly kanceláře. Vlastník budovy, kde bývala kavárna Perla, je město České Budějovice, které prostory kavárny v roce 2019 rekonstruovalo a zvažuje  její znovuotevření. Ostatní dvě nemovitosti vlastní bytové družstvo.

## Popis stavby
Při výstavbě komplexu budov byly použity ve své době nové technologie. Byla to první celopanelová montovaná stavba v jižních Čechách a při výstavbě se tato technologie ověřovala. Byty byly startovací, jednogarsoniéry bez kuchyně a dvojgarsoniéry. V hlavní budově byly tyto byty bez kuchyně, její funkci měla nahradit restaurace v přízemí. V křídlech Koldomu byly větší byty pro rodiny, které kromě kuchyně obsahovaly i obývací pokoj a jednu až dvě ložnice. Objekt svými proporcemi – kónickými pilíři, sešikmenými nárožími, konzolemi přesahů střechy, rastrem lodžií a dělicími příčkami v horním podlaží – ukazuje na vliv Le Corbuisiera.

## Galerie

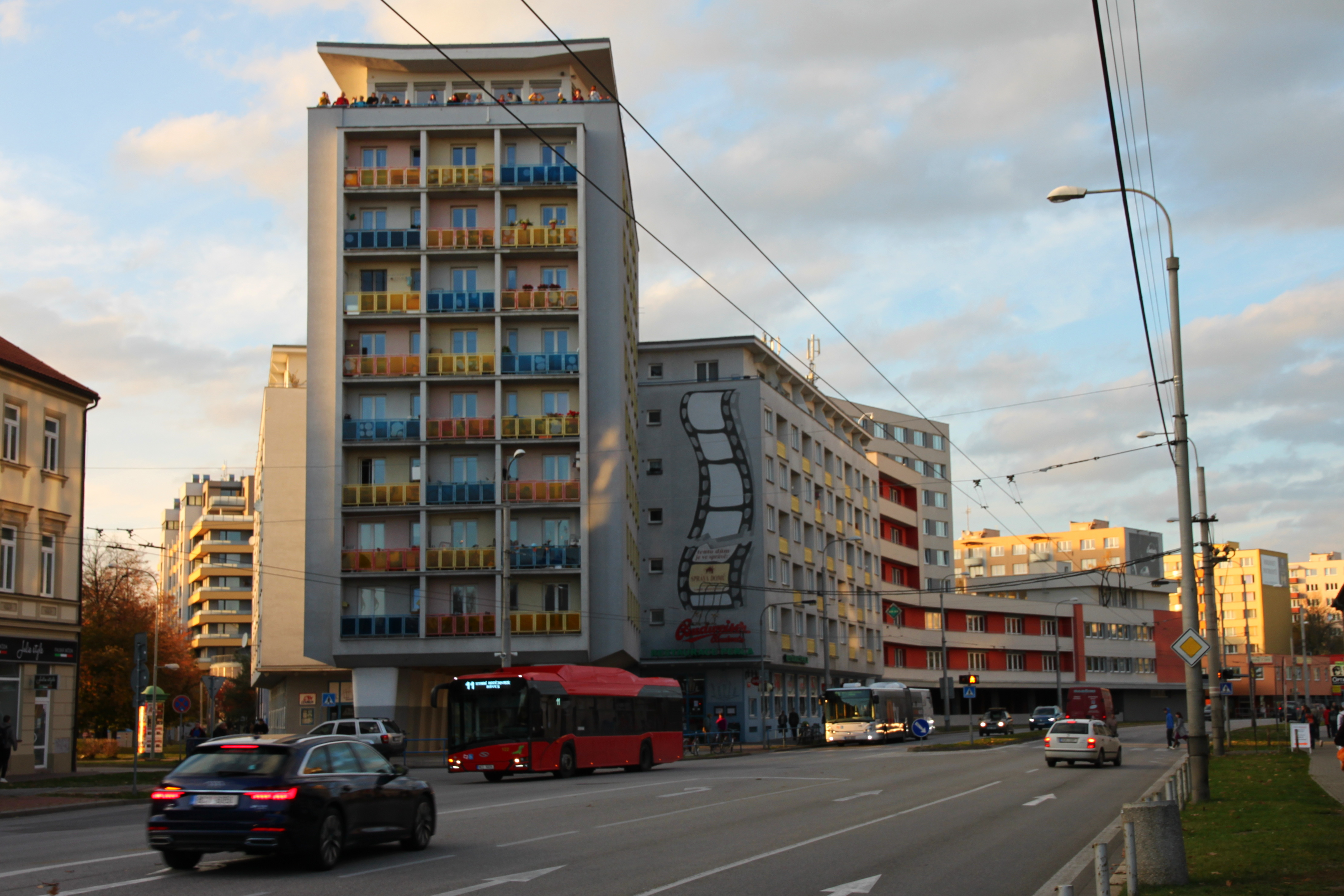
Koldům za Pražskou třídou
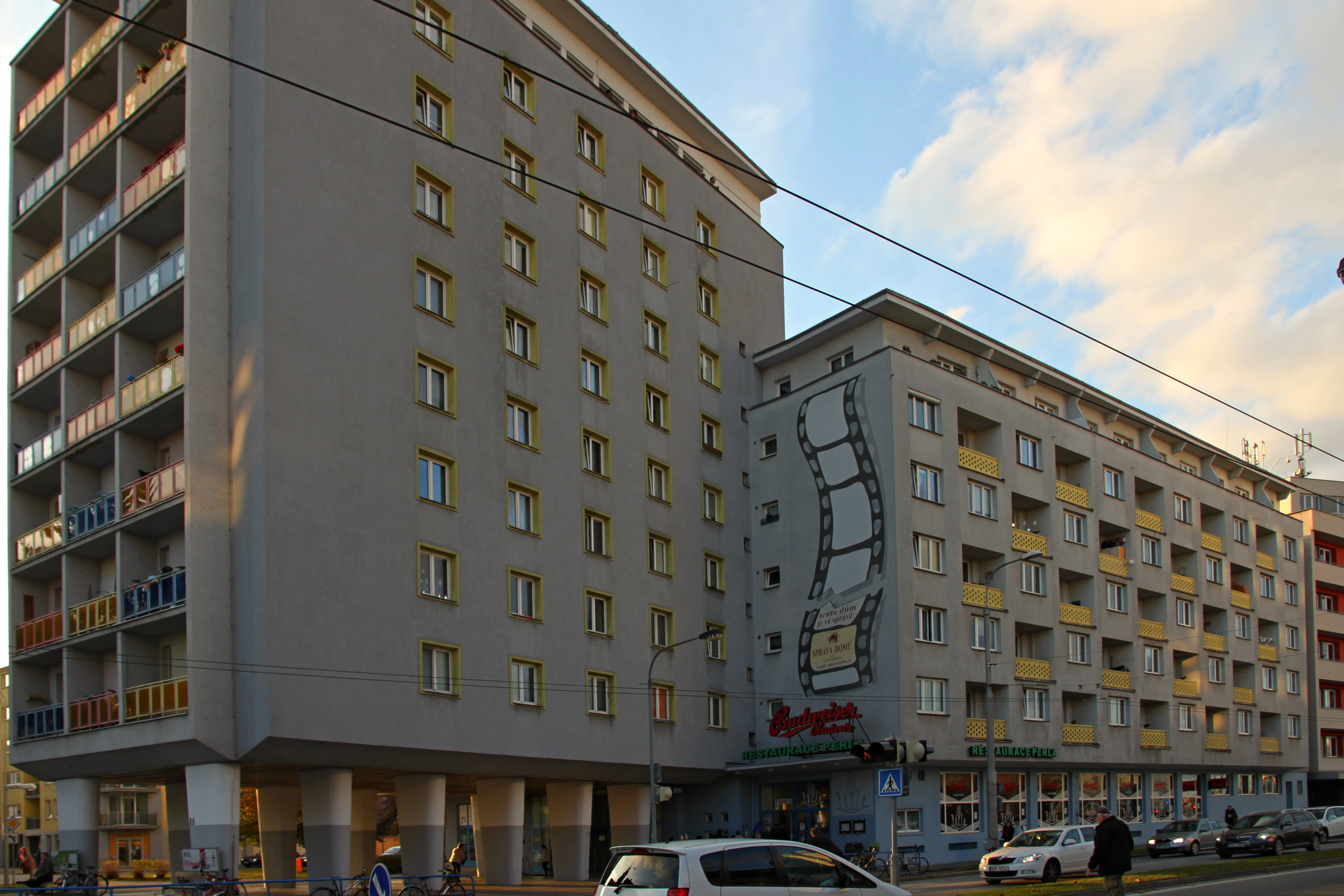
Pohled na Koldům od Pražské třídy
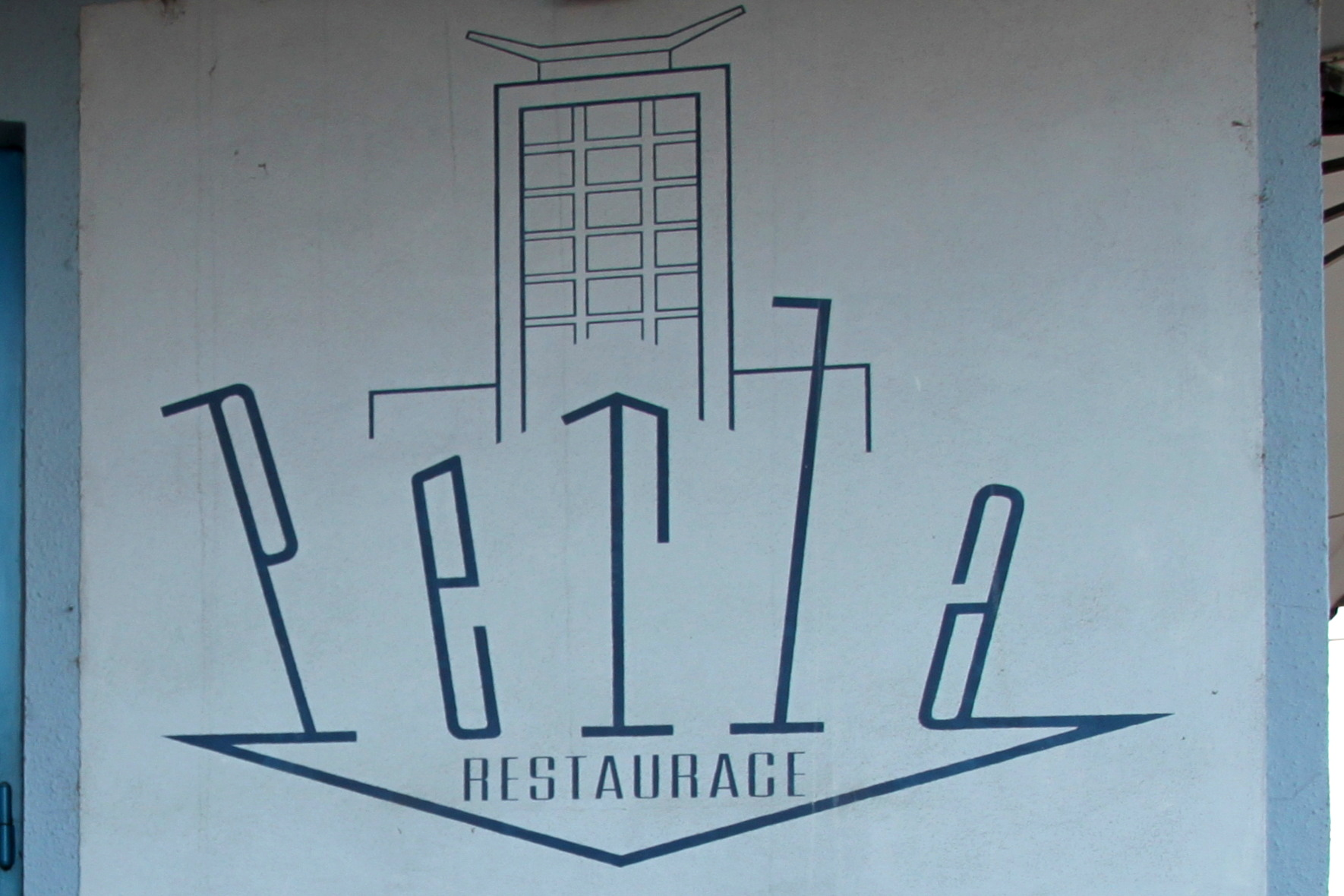
Logo restaurace na fasádě domu
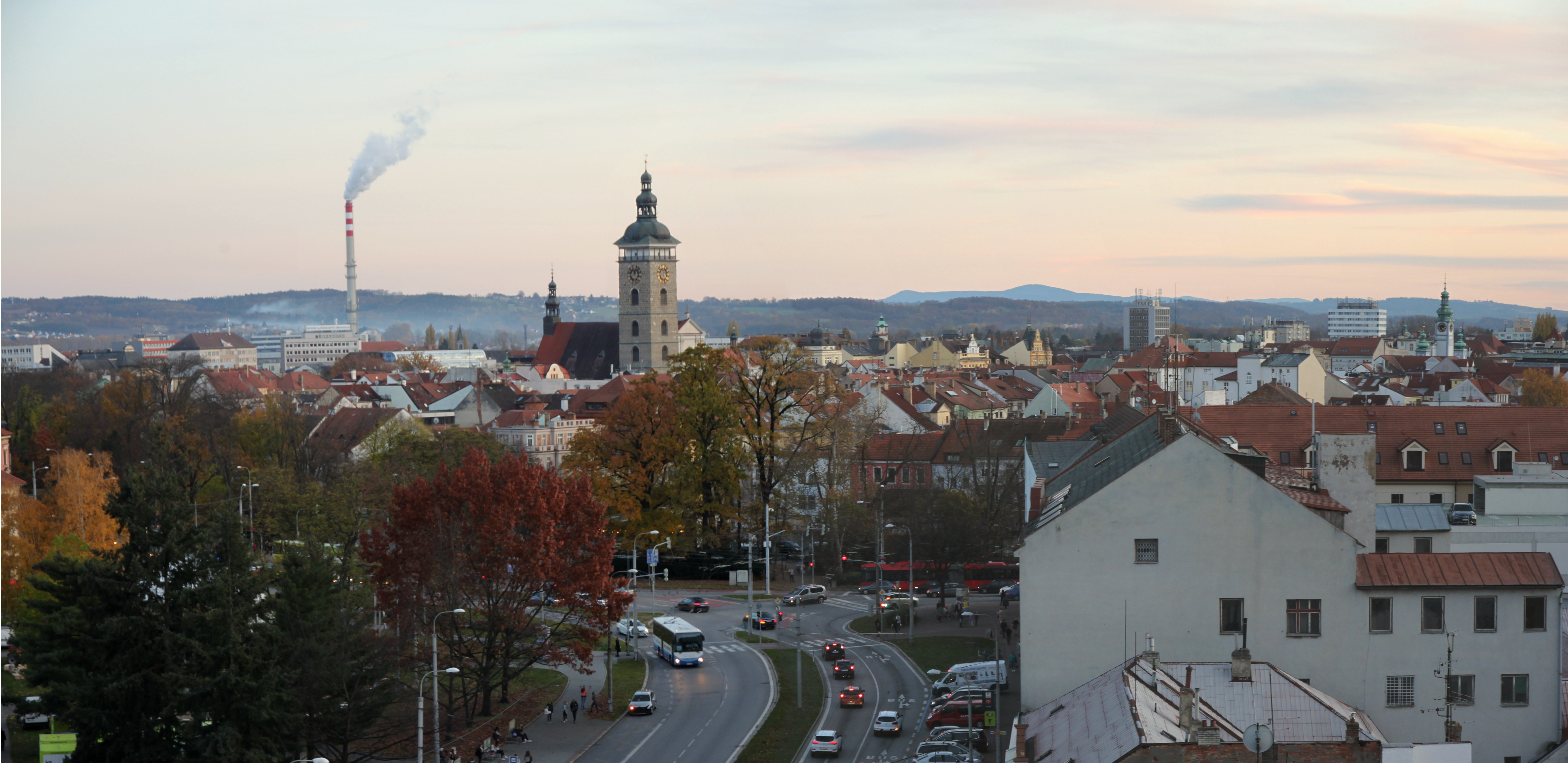
Výhled k Černé věži
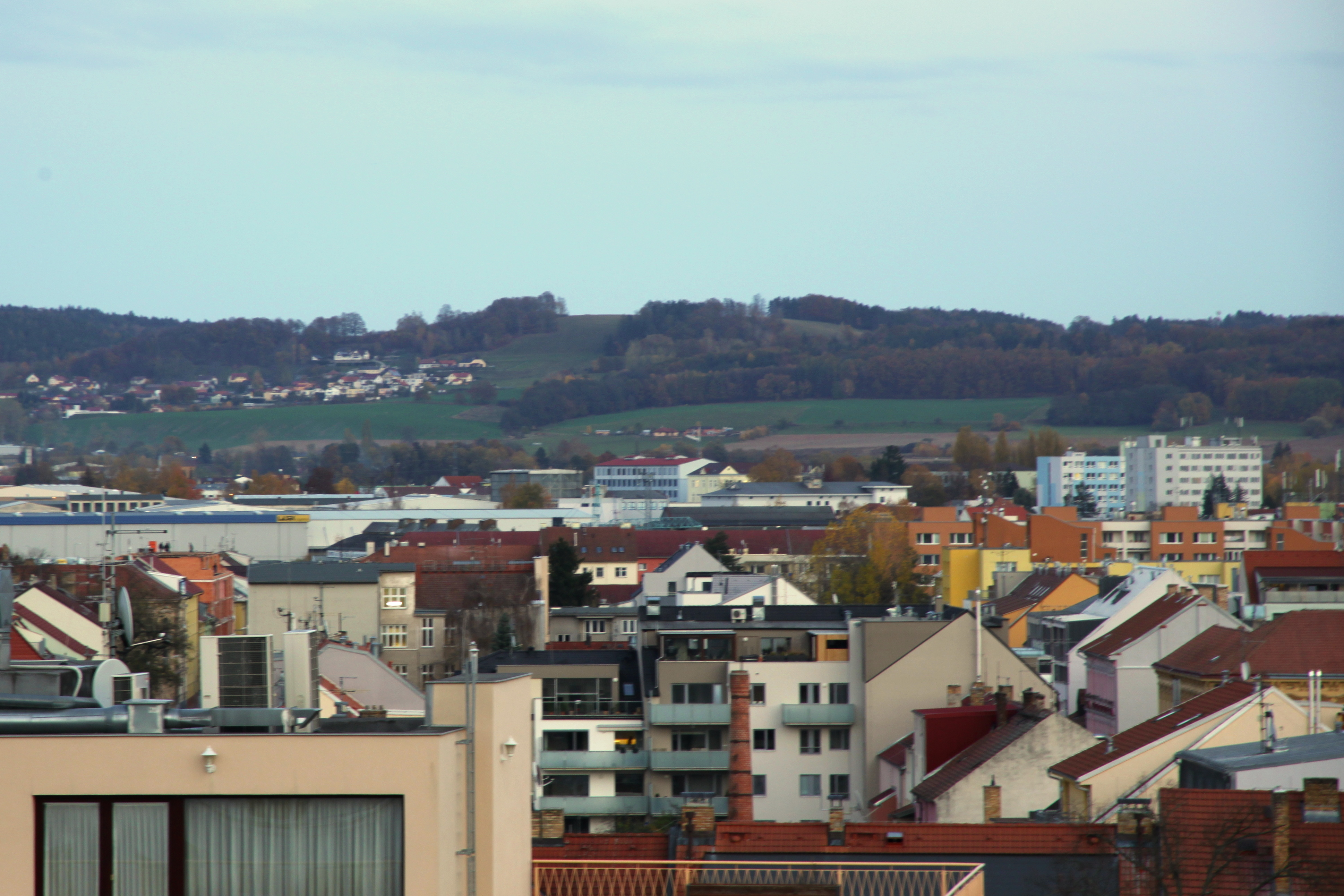
Výhled na východ